# Dornier Rs III
Die Dornier Rs III war ein viermotoriges Eindecker-Flugboot des am Bodensee ansässigen Flugzeugherstellers Dornier-Werke aus der Zeit des Ersten Weltkrieges. Der Erstflug erfolgte am 4. November 1917.

## Geschichte
Das Flugboot war eine Weiterentwicklung der beiden Vorgänger Dornier Rs I und Dornier Rs II, die noch Doppeldecker und Anderthalbdecker gewesen waren.  Bei der DO Rs III wurde nun die untere Tragfläche weggelassen und dafür die Spannweite der oberen vergrößert. Wieder wurde die für Dornier typische Tandem-Anordnung der vier Triebwerke gewählt. Die dicht beim Rumpf angeordneten Motorgondeln sollten einen asymmetrischen Schub bei einem Triebwerksausfall verringern und auch ermöglichen, bei langen Aufklärungsflügen ein oder zwei Triebwerke stilllegen zu können, um Treibstoff zu sparen. Am 19. Februar 1918 konnte das Flugzeug im Nonstop-Flug vom Bodensee nach Norderney überstellt werden. Über der Nordsee fand dann auch eine Reihe von Flugversuchen mit bis zu 3400 kg Zuladung und mit Dauerflügen von 10 bis zu 12 Stunden statt.

## Konstruktion
Der Bootsrumpf war 12,60 m lang und aus Duraluminium gefertigt. Über der Tragfläche war als Leitwerksträger ein weiterer Rumpf mit rechteckigem Querschnitt, der aus vier Stahlholmen und Duraluminiumspanten bestand. Er war vorne mit Duraluminium beplankt und hinten mit Stoff bespannt.
Die Tragflächen mit Streben und Verspannung bildeten einen Schirmhochdecker. Sie hatten drei Stahlholme, Rippen aus Duraluminium und eine Stoffbespannung.
Das kastenförmige Leitwerk hatte ein Seiten-, aber zwei Höhenleitwerke, und war mit Stielen und Verspannung am oberen Rumpf befestigt.

## Technische Daten

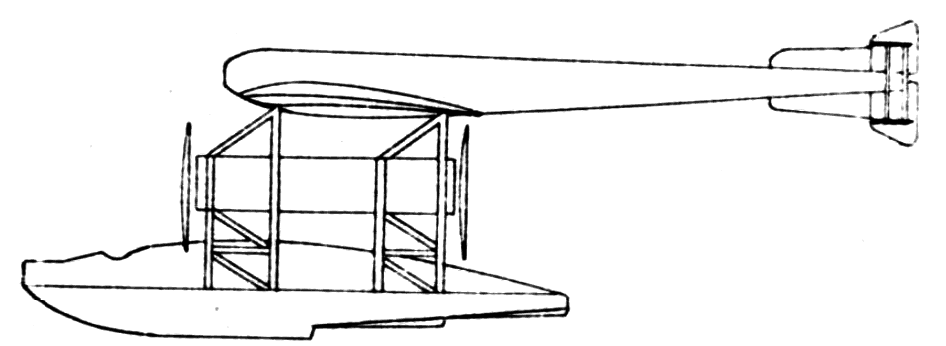
Seitenansicht

| Kenngröße             | Daten der Dornier Do Rs III                                                                             |
| --------------------- | --- |
| Besatzung             | 4 |
| Länge                 | 22,74 m                                                                                                 |
| Spannweite            | 37,00 m (gesamt) 12,60 m (Bootsrumpf)                                                                   |
| Höhe                  | 8,20 m                                                                                                  |
| Flügelfläche          | 226 m²                                                                                                  |
| Rumpfbreite           | 4,70 m                                                                                                  |
| Flächenbelastung      | 47,3 kg/m²                                                                                              |
| Leistungsbelastung    | 9,5 kg/PS                                                                                               |
| Leermasse             | 7200 kg                                                                                                 |
| Zuladung              | 3470 kg                                                                                                 |
| Startmasse            | 10.670 kg                                                                                               |
| Höchstgeschwindigkeit | 135 km/h                                                                                                |
| Steigleistung         | 1,1 m/s                                                                                                 |
| Dienstgipfelhöhe      | 2700 m                                                                                                  |
| max. Reichweite       | 1300 km                                                                                                 |
| Kraftstoffvorrat      | 3140 l                                                                                                  |
| Triebwerke            | 4 × Maybach Mb IVa mit je 260 PS (ca. 190 kW) Tandemanordnung, Zweiblatt-Luftschrauben, 3 m Durchmesser |
| Bewaffnung            | 1 MG im Bug 2 MG auf dem Rumpf                                                                          |